# 올렉산드르 쿠즈묵
올렉산드르 이바노비치 쿠즈묵(우크라이나어: Олекса́ндр Іва́нович Кузьму́к, 1954년 4월 17일~)은 우크라이나의 정치인이자 군사 지휘관으로, 지역당의 일원이며 1996년부터 2001년, 그리고 2004년부터 2005년까지 두 차례 우크라이나 국방부 장관을 역임했다. 쿠즈묵은 이전에 우크라이나 국민위병 (1995년~1996년)를 지휘했으며, 1998년에 우크라이나 군대 최고 계급인 육군대장에 올랐다.

## 경력

### 소련 군 경력
쿠즈묵은 1975년부터 1978년까지 기갑 부대 소대장으로 복무했으며, 1978년에는 전차 중대장이 되었고 이후 전차 연대 참모부 부참모장을 역임했다. 1980년부터 1983년까지는 모스크바에 있는 말리노프스키 군사 기갑 병과 아카데미 지휘학과에서 청강생으로 공부했다. 그 후 1988년까지 아카데미에서 교관으로 근무했으며, 처음에는 전차 및 특수 차량 대대장, 이후 전차 훈련 연대장으로 재직했다.
1988년부터 1992년까지는 기계화 보병 사단 부사령관으로 복무했다. 소련 붕괴 이후 우크라이나군에 합류하여 기계화 보병 사단장으로 임명되었고, 1993년부터 1995년까지는 제32군단 사령관으로 크림 반도의 최고 군사 책임자를 맡았다.
쿠즈묵은 군 경력 동안 주동독 소련군과 벨라루스 군관구, 모스크바 군관구, 레닌그라드 군관구, 카르파티아 군관구, 오데사 군관구에서 복무했다.

### 우크라이나 독립 이후
1995년부터 1996년까지 쿠즈묵은 우크라이나 국립근위대 사령관을 맡았으며, 국방부 장관으로 임명되었다. 2001년 말 군 경력을 마감하고 정치에 입문하여 2002년 우크라이나 총선에서 통합 우크라이나를 위하여! 연합의 비례대표 명부로 출마하였다. 그러나 의회에서 다수 의석을 차지한 직후 연합이 해체되었고, 쿠즈묵은 우크라이나 노동당의 분파인 노동우크라이나당에 남았다. 2004년에는 국회의원 자리를 유지한 채 다시 한 번 국방부 장관으로 임명되었다. 오렌지 혁명 이후 쿠즈묵은 장관직을 잃었으며, 아나톨리 흐리첸코가 후임으로 임명되었다.
2012년 우크라이나 총선에서 쿠즈묵은 지역당 소속으로 최고 라다 의원에 당선되었다.
2014년 우크라이나 총선에서 쿠즈묵은 드니프로페트로우스크주 노보모스코우스크에 위치한 38선거구에서 당선되기 위해 출마했으나 12.78%의 득표율로 3위에 그쳐 실패했다.  38선거구 최종 결과 (바딤 네스테렌코 당선)의 발표는 쿠즈묵이 법원에 결과를 이의제기하며 네스테렌코가 유권자 사기 및 매수 혐의가 있다고 주장해 11월 중순까지 연기되었다.
2019년 쿠즈묵은 65세 정년퇴직으로 군 복무에서 해임되었다. 그러나 2022년 러시아의 우크라이나 침공 이후에는 자발적으로 영토방위군에 지원하였다.